# 革命法庭
革命法庭（法語：Tribunal révolutionnaire；非正式名稱：Popular Tribunal），於法國大革命期間，國民公會為了審判政治犯而在巴黎成立的法庭，為實行恐怖統治的強力機構。由一個陪審團、一個檢察長和兩個代檢察長組成，均由國民公會任命，其判決定案後則不得再上訴。

## 歷史
1794年6月10日，在羅伯斯庇爾鼓動下，頒布了《牧月22日法令》，禁止囚犯雇用律師為自己辯護，並規定死刑為唯一刑罰。在此以前，革命法庭於13個月內曾宣判1,220人死刑；在通過法令和羅伯斯比垮台之間的49天中，有1,376人被判處死刑，其中多為無辜之民眾。
送交法庭的犯人名單由民眾委員會草擬，修訂後由公共安全委員會和救國委員會聯合簽署。羅伯斯比是向法庭提供犯人的主要人物。革命法庭於1795年5月31日被撤銷。